# Jinan na Novém Městě
Jinan na Novém Městě je památný jinan dvoulaločný (Ginkgo biloba L.), který roste ve vnitrobloku v Panské ulici na dvoře Střední průmyslové školy sdělovací techniky. Památným stromem byl vyhlášen 18. října 2007. Je nepřístupný.

## Parametry stromu
- Výška (m): 25,0
- Obvod (cm): 246[1]
- Stáří (odhad k roku 2011): 140 let
- Stav: velmi dobrý

## Popis
Jinan roste nedaleko zdi na školním hřišti pokrytém umělým povrchem. Má dlouhý rovný kmen, který se rozděluje na tři větve směřující kolmo vzhůru. Bohatě větvená koruna je úzká a protáhlá.

## Historie
Strom byl vysazen pravděpodobně pedagogem Karlem Slavojem Amerlingem, zakladatelem učitelského ústavu, který sídlil v areálu bývalé piaristické koleje s gymnáziem v Panské ulici.

## Významné stromy v okolí
- Dub taborský u Národního muzea - Čelakovského sady
- Dub uherský u Italské ulice
- Dub v Řásnovce
- Františkánský tis
- Lípa republiky (Karlovo náměstí)
- Pavlovnie plstnatá na Novém Městě - Vrchlického sady
- Platan javorolistý na Karlově náměstí
- Platan v ulici Nové mlýny